# Silicon Messiah
Silicon Messiah es un álbum de  Heavy metal de la banda B L A Z E. Fue lanzado el 22 de mayo de 2000, con apenas algunos días de diferencia del lanzamiento del disco Brave New World de Iron Maiden, banda a la que había pertenecido el vocalista Blaze Bayley con anterioridad.

## Lista de canciones
1. «Ghost in the Machine»
2. «Evolution»
3. «Silicon Messiah»
4. «Born as a Stranger»
5. «The Hunger»
6. «The Brave»
7. «Identity»
8. «Reach for the Horizon»
9. «The Launch»
10. «Stare at the Sun»

## Personal
- Blaze Bayley – voz
- Steve Wray – guitarra
- John Slater – guitarra
- Rob Naylor – bajo
- Jeff Singer – batería